# Edmund Montewski
Edmund Montewski (ur. 18 grudnia 1948 w Grudziądzu, zm. 27 marca 2010 w Warszawie) – polski bokser, medalista mistrzostw kraju.
Był wicemistrzem Polski w wadze lekkośredniej (do 71 kg) w 1974 (przegrał w finale z Wiesławem Rudkowskim) i w wadze półśredniej (do 67 kg) w 1977 (w finale pokonał go Bolesław Nowik), a także brązowym medalistą w wadze półśredniej w 1968. Był również mistrzem Polski juniorów w 1966 w wadze lekkopółśredniej (do 63,5 kg). Zdobył drużynowe mistrzostwo Polski z Gwardią Warszawa w 1972, 1974, 1978 i 1979.
W 1974 wystąpił w reprezentacji Polski w meczu ze Jugosławią, ponosząc porażkę. Osiem razy wystąpił w młodzieżowej reprezentacji Polski w latach 1966-1969, odnosząc 4 zwycięstwa i ponosząc 4 porażki. Dwukrotnie wygrał pojedynki w reprezentacji Polski juniorów.
Zwyciężył w wadze półśredniej na Turnieju Nadziei Olimpijskich w 1967 i Turnieju „Gryfa Szczecińskiego” w 1974.
Był zawodnikiem Stali Grudziądz i Gwardii Warszawa (1967-1984). Stoczył 283 walki, z których 219 wygrał, 51 przegrał i 13 zremisował.